# Johann Faulhaber
Pour les articles homonymes, voir Faulhaber.
Johann Faulhaber est un mathématicien allemand, né le 5 mai 1580 à Ulm et mort le 10 septembre 1635 à Ulm.

## Biographie
Initialement tisserand, Faulhaber devint un conseiller de la ville d'Ulm et travailla aux problèmes de fortifications (Ulm, Bâle, Francfort). Il collabora avec Kepler, en particulier pour définir les bonnes quantités explosives nécessaires aux travaux des sapeurs.
Il construisit aussi des instruments géométriques pour les militaires, et des roues à aubes pour moulins. Il
« enseigna les mathématiques à Ulm. Il se plaisait à proposer aux savants des problèmes qu'il croyait insolubles : René Descartes, alors simple officier au service de l'Allemagne, en résolut plusieurs en se jouant, au grand étonnement du professeur. On a de lui, entre autres écrits, un Recueil de récréations mathématiques, en allemand, Ulm, 1613. » En retour, il impressionna et influença Descartes par ses convictions tant scientifiques que rosicruciennes.
Faulhaber était un des premiers algébristes traitant de la Cossa (l'inconnue). Avec Stifel, Bürgi et Napier, il expliqua les logarithmes. Il fut le premier à publier en Allemagne les tables de logarithmes de Briggs.
Il correspondit avec Ludolph van Ceulen, qui, comme lui, est un calculateur hors du commun.
Faulhaber reste connu pour sa contribution majeure au calcul de la somme des puissances des entiers (soit un siècle avant Bernoulli) par une méthode des intégrales multiples (des sommes à l'époque), que Knuth a réhabilitée récemment (rappel : à l'époque, il n'est pas d'usage de donner le « secret » des démonstrations). Jacobi en 1834 fut le premier à démontrer ces formules, et donna à l'université de Cambridge son exemplaire de l'Academia Algebræ (1831), principal ouvrage de Faulhaber, écrit en allemand malgré son titre en latin. En 1622, Faulhaber publia parmi un recueil de miracles arithmétiques une formule généralisant le théorème de Pythagore aux aires du tétraèdre, (théorème connu des Français comme le théorème de Gua). En 1630, il reprend cet exposé dans son Ingenieurs Schul, en se situant dans un cadre plus général.

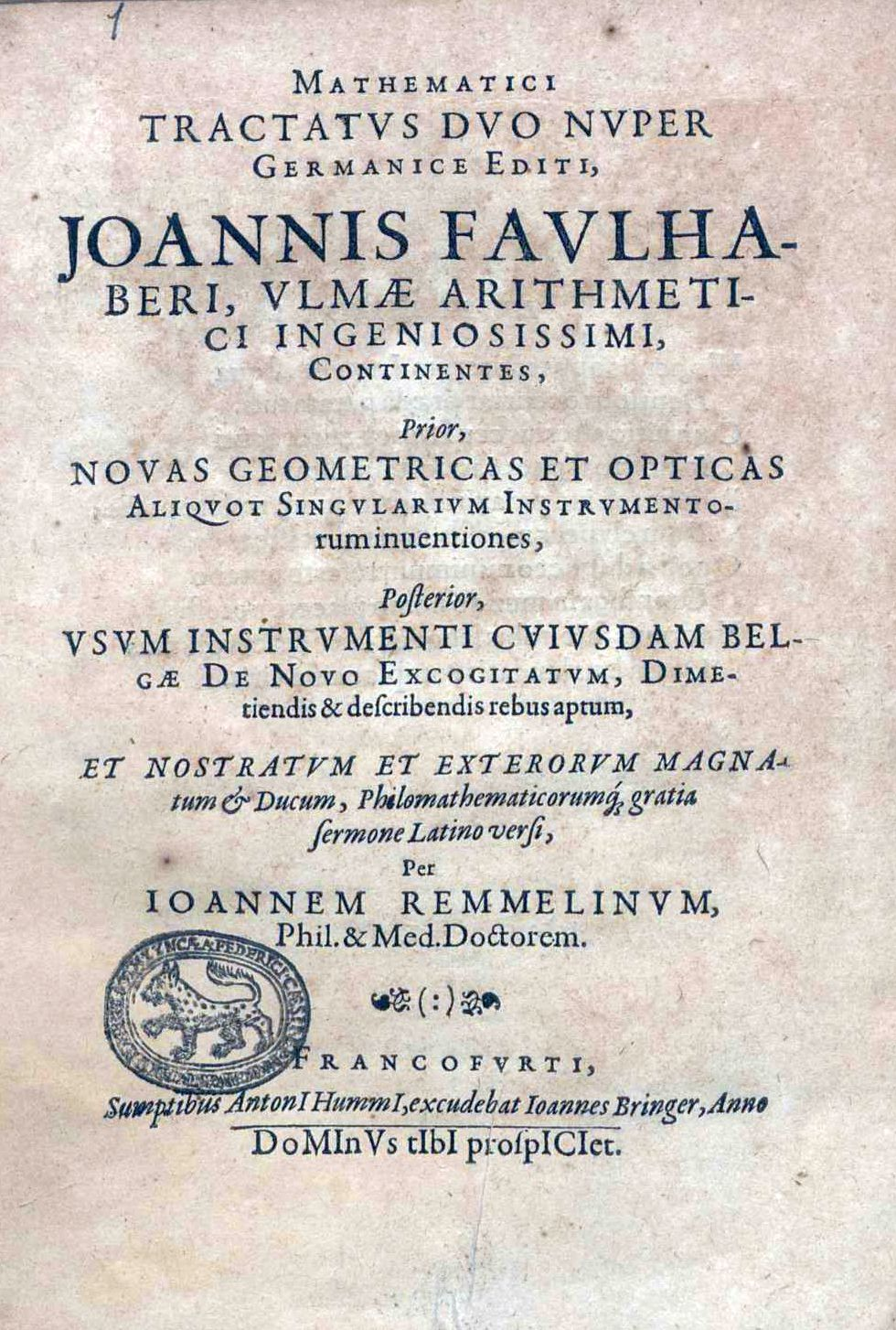
Mathematici tractatus duo, 1610